# Paramore
Paramore — американская рок-группа, образовавшаяся во Франклине, штат Теннесси, в 2004 году. В её состав входят Хейли Уильямс (вокал, клавишные), Тейлор Йорк (гитара) и Зак Фарро (ударные). Группа выпустила свой дебютный альбом All We Know Is Falling в 2005 году. Второй альбом Riot! вышел в 2007 году и впоследствии стал платиновым в США и Великобритании, а в Ирландии — золотым. Третий альбом Brand New Eyes вышел 29 сентября 2009 года, возглавил хит-парады многих стран мира, включая Австралию и Великобританию.
Одноимённый альбом Paramore, вышедший 9 апреля 2013 года, дебютировал на первом месте в чартах Billboard в США, в том числе в Billboard 200. Кроме того, альбом занял первое место в чартах Великобритании, Ирландии, Австралии, Новой Зеландии, Бразилии, Аргентины и Мексики. На 57-й церемонии «Грэмми» Paramore выиграли награду в категории «Лучшая рок-песня» («Ain’t It Fun»).

## История

### Создание группы иAll We Know Is Falling
Группа образовалась в 2004 году в составе: Джош Фарро (гитара, бэк-вокал), Зак Фарро (ударные), Джереми Дэвис (бас-гитара) и Хейли Уильямс (вокал, клавишные), позже к ним присоединился сосед Хейли, Джейсон Байнум (соло-гитара). В интервью с группой, Хейли так рассказывала о названии группы: «„Paramore“ — девичья фамилия матери одного нашего друга, и нам понравилось звучание этого слова. Где-то через год мы поинтересовались и выяснили, что оно означает „тайный любовник“ и „из любви“; мы подумали, что это классно и создаёт о нас хорошее представление».
Первой совместно написанной песней была «Conspiracy», которая позже вошла в их дебютный альбом. В течение следующих лет группа выступала на различных концертных площадках, таких как Purple Door и Warped Tour. Джон Джэник, исполнительный директор и сооснователь музыкального лейбла Fueled by Ramen получил демо записи группы и пришёл на один из концертов в рамках тура Taste of Chaos в Орландо, штат Флорида, чтобы увидеть их живое выступление. После ещё одного выступления, которое группа провела для него лично, лейбл подписал группу в апреле 2005 года.
Группа отправилась назад в Орландо, чтобы записать дебютный альбом All We Know Is Falling, но вскоре после приезда Дэвис решил уйти из группы «по личным причинам». Четверо оставшихся участников продолжили студийную работу, посвятив уходу Дэвиса песню «All We Know»; впоследствии было решено эту тему сделать в альбоме главенствующей. Хейли Уильямс так объясняла смысл изображённого на обложке альбома: «На диване… никого нет, и мы видим только уходящую тень; это все показывает, что Джереми ушёл от нас, и что у нас у всех создалось ощущение пустоты». Запись All We Know Is Falling заняла три недели. Перед тем как отправиться в тур, на место Дэвиса группа пригласила Джона Хембри (бас); последний вскоре группу покинул, и по просьбе музыкантов Дэвис вернулся в состав.
Альбом All We Know Is Falling вышел 24 июля 2005 года и достиг 30 строчки чарта Billboard. Первым синглом группы стал «Pressure», режиссёром видео был Шейн Дрейк, но песня провалилась во всех хит-парадах. В июле группа выпустила второй сингл «Emergency» (видео к которому снял тот же режиссёр), а место Джейсона Байнума теперь занял Хантер Лэмб. Третьим синглом из альбома вышел «All We Know».
В январе 2006 года группа приняла участие в Winter Go West Tour, сыграв на одной сцене с группами Amber Pacific и The Lashes. В феврале Хейли приняла участие в записи песни «Keep Dreaming Upside Down» группы October Fall. Той же весной Paramore выступали на разогреве у групп Bayside и The Rocket Summer. Тур по Великобритании длился с 5 по 15 октября 2006 года, последний концерт состоялся в Лондоне в клубе Mean Fiddler. Потом группа записала кавер-версию песни Foo Fighters «My Hero», которая вошла в саундтрек к фильму Возвращение Супермена, вышедшего в прокат 26 июня 2006 года. Летом того же года Paramore несколько раз выступили в рамках Warped Tour. Первый сольный тур группы по США начался 2 августа 2006 года, на заключительном концерте в городе Нэшвилл на одну сцену с ними вышли This Providence, Cute Is What We Aim For, и Hit the Lights. В этом же году Paramore были признаны «лучшей новой группой», а Уильямс заняла второе место в списке «самых сексуальных девушек», по версии читателей британского журнала Kerrang!.
В январе 2007 года Paramore выступили на грандиозном открытии выставки Warped Tour в Rock and Roll Hall of Fame, где также было представлено платье Хейли Уильямс, в котором она снималась в клипе на песню «Emergency». В начале 2007 года группа отправилась в тур вместе с The Providence и The Almost.

### 2007—2008:Riot!

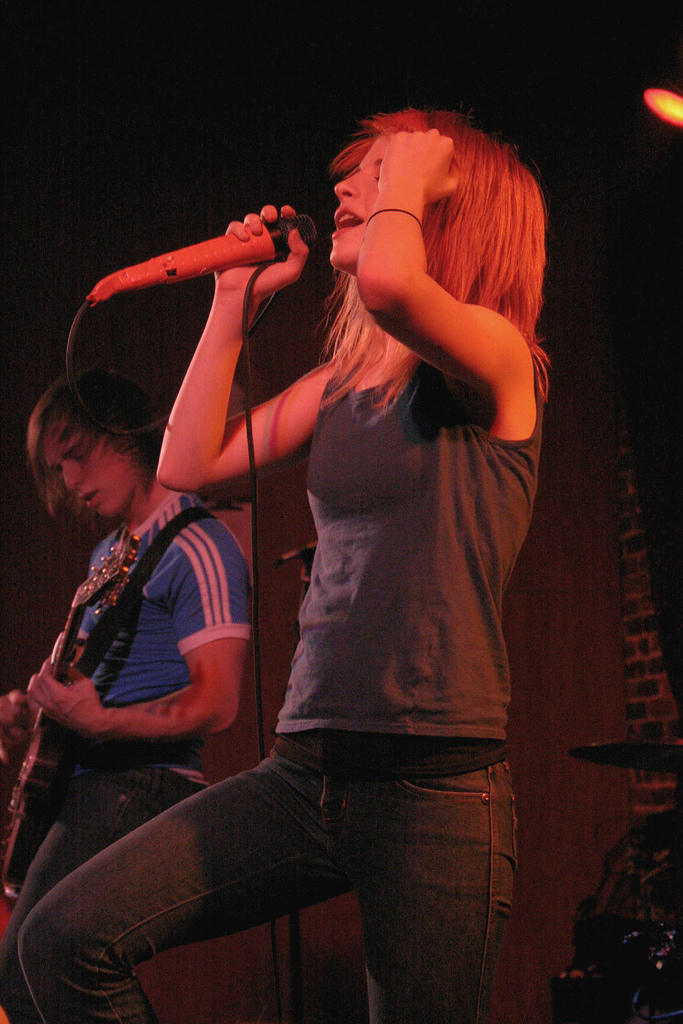
В 2007 году

В январе 2007 года группа приступила к записи своего второго альбома Riot!, но в марте им пришлось продолжить уже без гитариста Хантера Лэмба (который покинул группу в начале года, чтобы жениться); так что Джошу Фарро пришлось записывать партии двух гитар. По словам Джоша Фарро до начала работы над следующим альбомом Дэвис был исключён из группы из-за «отсутствия у него трудовой этики и участия в вещах, с которыми Зак, Хейли и я не соглашались». После соглашения между оставшимися тремя участниками Дэвис был восстановлен в качестве басиста, а Тейлор Йорк стал новым гитаристом группы. Йорк был в группе с братьями Фарро ещё до того, как они встретили Уильямс. Прежде чем группа начала работать с продюсерами Нилом Эйвроном и Ховардом Бенсоном, Paramore записали Riot! с Дэвидом Бэгдетом, продюсером из Нью-Джерси. Релиз альбома состоялся 12 июня 2007. Riot! занял 20 место в чарте Billboard 200, 24 место в чарте Великобритании и разошёлся тиражом в 44000 в первую неделю в США. Название Riot! было выбрано потому, что это означает «Бунт», и это было слово, которое «всё подытожило».
Первый сингл «Misery Business» был выпущен 21 июня 2007 года. В 2020 году Уильямс рассказала, что написала песню по мотивам истории, случившейся, когда ей было 13-14 лет: она была влюблена в Джоша Фарро, а в песне описана его бывшая девушка. «Misery Business» стала для Paramore прорывным хитом и достиг 26 места в Billboard Hot 100. На состоявшейся в феврале 2008 года 50-й церемонии «Грэмми» Paramore были номинированы на премию лучшему новому исполнителю, но проиграли Эми Уайнхаус. Осенью 2008 года песня «Decode» вошла в саундтрек фильму «Сумерки» и была выпущена синглом, дебютировавшим в Billboard Hot 100 на 34-м месте.

### 2009—2010:Brand New Eyes, уход братьев Фарро
Третий альбом Brand New Eyes вышел 29 сентября 2009 года, возглавил хит-парады многих стран мира и получил высокие оценки критиков. В частности, журнал Kerrang! дал ему оценку 4/5; автор рецензии Дэн Слессор завершил её утверждением : «Это альбом, который убедительно доказывает: Paramore — серьёзные претенденты на покорение вершин истинного рок-величия».
10 декабря 2010 года Хейли и Тейлор объявили о том, что группа планирует записать свой новый альбом в 2011 году.
18 декабря 2010 года трое участников группы: Хейли, Джереми и Тейлор, разместили на Paramore.net сообщение о том, что Джош и Зак покидают группу.
Как выяснилось позже, точки зрения «двух сторон» о причинах ухода из группы не совсем совпадают.

### 2011: Группа после ухода братьев Фарро. «Monster» и «Singles Club»
Йорк и Уильямс записали и выложили в Интернете полную версию песни «In The Mourning», с комментарием вокалистки: «Он играет гитарную партию намного лучше меня… я хочу сказать, песня стала лучше с его игрой. В придачу, теперь вы получаете полную версию!» Ранее Уильямс в своём официальном блоге писала: «Несколько недель назад я постила новый текст на тамблер. Хотела поделиться мелодией с тем, кто просил её у меня. Это только припев. Я пока не хочу постить полную версию потому что я не хочу чтобы люди думали, что это новая песня Paramore. Это просто нечто, что я написала для развлечения. Надеюсь вам понравится». Во время южноамериканского тура Paramore исполняли «In The Mourning» на своих концертах.
21 марта 2011 года группа отправилась на студию звукозаписи, чтобы записать там партию новых песен, которые выйдут ближайшим летом. Полноценный альбом, выйдет по словам группы в конце 2011 или в 2012 году. Так же, стали известны названия новых песен: «In the mourning», «Monster», «Renegade» (первоначальное название In My Blood), «Hello Cold World». Эти 4 песни не войдут в четвёртый студийный альбом, а будут выпущены отдельно.
27 марта 2011 на официальном сайте появилась запись о том, что Paramore будут участвовать в Vans Warped Tour 2011 после участия в European Summer Tour 2011.
В июне 2011 на официальном сайте группы было опубликовано 30-ти секундное превью новой песни «Monster», вошедшей в саундтрек фильма Трансформеры 3: Тёмная сторона Луны. Сингл поступил в продажу на iTunes 7 июня, саундтрек к фильму — 14 июня. Полная версия песни появилась на paramore.net 3 июня. Так же, в прямом эфире её можно было услышать на BBC Radio 1. 8 июня, по телефону в эфире BBC Radio 1, Хейли Уильямс заявила, что новый альбом группа планирует записать в конце 2011 года, а выпустить его уже в начале 2012. Позже, в интервью радио KROQ 10.08.11, группа объявила, что запись четвёртого альбома будет начата в январе 2012. 20 июня группа сняла клип на песню «Monster». Режиссёром стал Шейн Дрейк. Дата релиза клипа была назначена на 18 июля 2011 года на MTV.com. Клип в данный момент можно посмотреть здесь.
2 сентября, Хейли на официальном сайте Paramore разместила информацию о том, что следующей выпущенной песней, из 4 записанных в марте этого года, будет Renegade. 7 сентября, на концерте, который был посвящён 15-летию лейбла Fueled by Ramen, Paramore исполнили песню «Renegade». 10 сентября, на официальном сайте группы было размещено объявление о том, что три оставшиеся песни выйдут в одном EP «Singles Club». На 5 декабря, для скачивания доступны все песни.
За 2011 год группа записала EP Singles Club, дала ряд концертов в Южной Америке, а также мини[уточнить] мировой тур.

### 2012—2019: Paramore, Writing the Future, After Laughter
21 марта 2012 года группа начала работу над новым, четвёртым студийным альбомом и закончила его запись 1 ноября. Пластинка под названием Paramore вышла в свет 9 апреля 2013 года. Перед релизом четвёртого альбома 22 января 2013 года группа выпустила сингл «Now», премьера клипа на который состоялась 11 февраля 2013 года на MTV. Клип в данный момент можно посмотреть здесь. 13 марта 2013 года в свет вышла ещё одна песня, получившая название «Still Into You». Эта песня стала вторым синглом, о съемках видеоклипа к которому стало известно 16 марта. Премьера клипа на «Still Into You» состоялась 9 апреля (в день выхода альбома) на официальном канале лейбла группы на YouTube.
30 июня 2013 года группа впервые дала концерт в России (в Москве) в рамках фестиваля Park Live. Он стал последним концертом европейского турне Paramore в поддержку их нового альбома.
С 7 по 11 марта 2014 года группа организовала первый пароходный тур Parahoy с группами Tegan and Sara, New Found Glory и другие.
27 апреля 2015 года группа начала свой тур Writing the Future в поддержку делюкс-версии одноимённого альбома.
14 декабря 2015 года стало известно, что группу покидает Джереми Дэвис. В марте 2016 года Дэвис был вовлечён в судебную тяжбу с Paramore, утверждая, что имеет право пользоваться преимуществами делового партнёрства с Хейли Уильямс в качестве совладельца группы. Это было быстро отклонено, и он снова был вовлечён в судебную тяжбу с Хейли Уильямс и Тейлором Йорком из-за нарушения контракта, дающего ему право собственности и авторства песен на их одноимённом альбоме, включая «Ain’t It Fun», и снова, утверждая, что имеет право пользоваться преимуществами доходов, которые двое получили от этих песен и альбома. Дэвис достиг соглашения с группой в апреле 2017 года.
В этот период солистка Уильямс позже рассказала, что страдала от депрессии и проблем с психическим здоровьем после ухода Дэвиса, а также развода со своим бывшим мужем Чедом Гилбертом. В интервью Зейну Лоу на Beats 1 Radio она назвала это «мучением» и упомянула, что «долго не смеялась».. В результате Уильямс в частном порядке покинула группу на короткий период в 2015 году, ненадолго оставив Йорка в качестве единственного оставшегося члена группы.
6-11 марта 2016 года Paramore устроили пароходный тур «Parahoy 2» с такими группами как Chvrches, mewithoutYou, Tegan and Sara, New Found Glory и др. Группа выступала в новом составе: Хейли Уильямс и Тейлор Йорк.
С конца марта 2016 года группа начала запись пятого альбома с участием бывшего барабанщика — Зака Фарро, который на тот момент был занят своим проектом HalfNoise. 2 февраля 2017 года в Твиттере группы было объявлено о том, что Зак Фарро возвращается в официальный состав группы.
19 апреля 2017 года Paramore выпустили сингл «Hard Times» и анонсировали новый альбом After Laughter, релиз которого состоялся 12 мая 2017. 3 мая 2017 вышел сингл «Told You So». 17 ноября 2017 года вышло музыкальное видео на песню «Fake Happy». 5 февраля 2018 года вышел видеоклип на песню «Rose-Colored Boy», которая является четвёртым синглом альбома.
7 сентября 2018 года на последнем концерте After Laughter Tour в Нашвилле Хейли Уильямс объявила, что убирает из репертуара «Misery Business», которая к этому времени всё чаще стала восприниматься как антифеминистская из-за оскорбления «шлюха» (whore) в адрес конкурентки лирической героини.

### 2020-настоящее: This Is Why
11 мая 2020 года в своём интервью для интернет-портала NME Уильямс заявила, что в шестом альбоме Paramore вернутся к своим поп-панковым корням и гитарному звуку, как ведущему элементу музыки. Уильямс также отметила, что несмотря на работу над своим сольным альбомом Petals for Armor, Paramore остаётся её основным приоритетом.
В январе 2022 года было подтверждено, что группа вошла в студию для работы над своим предстоящим шестым студийным альбомом. Группа описала альбом как более «гитарно тяжёлый». 18 января было объявлено, что группа станет хедлайнером недавно основанного в Лас-Вегасе фестиваля When We Were Young вместе с My Chemical Romance, который состоится 22 октября 2022 года, и это будет первое живое выступление группы с сентября 2018 года. 10 мая было объявлено, что группа возглавит фестиваль Austin City Limits Festival в Остине, штат Техас, в октябре того же года вместе с Red Hot Chili Peppers, P!nk и Lil Nas X.
15 июля 2022 года было объявлено, что Paramore отправятся в тур с октября по ноябрь. 28 сентября 2022 года группа выпустила песню «This Is Why» в качестве ведущего сингла с одноимённого альбома. В октябре Paramore начали This Is Why Tour, который должен продлиться до лета 2023 года. В нём группа снова стала исполнять «Misery Business».
Вышедший 10 февраля 2023 года альбом This Is Why получил высокие оценки критиков, сравнивших звучание группы с Talking Heads, дебютировал на 2-м месте в Billboard 200 и возглавил UK Albums Chart и австралийский ARIA Charts. Песня группы «This is Why» была номинирована на премию MTV Video Music Awards 2023 года в категории «Лучшая альтернатива».
Группа начала анонсировать предстоящий альбом ремиксов Re: This Is Why в конце сентября 2023 года, выкладывая аудиофрагменты из альбома на своем официальном сервере Discord. Официально альбом был анонсирован 2 октября. Релиз альбома намечен на 6 октября. Описанный как «почти альбом ремиксов», Re: This Is Why включает в себя переработанные, ремикшированные и переписанные версии песен с альбома группы 2023 года This Is Why, а также неизданное демо би-сайда. На 66-й ежегодной церемонии вручения премии Грэмми альбом This Is Why был номинирован в категории «Лучший рок-альбом», а заглавный трек альбома — в категории «Лучшее исполнение альтернативной музыки».

## Стиль и влияние
Музыку Paramore характеризуют как поп-панк, эмо, поп-рок и альтернативный рок. Начиная с пятого альбома After Laughter (2017) звучание Paramore меняется в сторону синти-попа. В текстах, написанных Хейли Уильямс для ранних альбомов Paramore, преобладали истории несчастливых отношений и подростковой фрустрации. В текстах This Is Why (2023) рецензентка The New Yorker Кэрри Баттан отмечает «тревожность миллениалов в конце пандемии, сбитых с толку технологиями, приближающихся к среднему возрасту и антисоциальности».
О влиянии Paramore говорят многие исполнители, дебютировавшие в конце 2010-х и начале 2020-х и включающие характерные для эмо темы исповедальности и уязвимости в другие жанры в диапазоне от поп-музыки до эмо-рэпа: Билли Айлиш, Оливия Родриго, Lil Uzi Vert, Soccer Mommy, Хлоя Мориондо, Уиллоу Смит. Paramore, что нетипично для эмо-сцены, имеют значительное афроамериканское фанатское сообщество
; обычно это объясняется темами христианской веры и идентичности, присутствующими в песнях Paramore и находящими отклик у чёрных подростков.

## Состав
| Текущий состав - Хейли Уильямс — ведущий вокал (2004—настоящее), клавишные (2006, 2012—настоящее) - Тейлор Йорк — гитара, (2009—настоящее; концертный участник 2007—2009), клавишные (2012—настоящее), бэк-вокал (2017—настоящее) - Зак Фарро — ударные, перкуссия (2004—2010; 2017—настоящее); клавишные (2017—настоящее), бэк-вокал (2007, 2017—настоящее) Нынешние концертные музыканты - Джастин Йорк — соло и ритм-гитара, бэк-вокал (2010—настоящее) - Джоуи Ховард — бас-гитара, бэк-вокал (2015—настоящее) - Логан Маккензи — клавишные, гитара (2017—настоящее) - Джозеф Муллен — перкуссия (2017—настоящее) - Брайан Роберт Джонс — гитара, бас-гитара, бэк-вокал (2022—настоящее) | Бывшие участники - Джош Фарро — гитара, бэк-вокал (2004—2010), ритм-гитара (2007; 2009—2010) - Джереми Дэвис — бас-гитара (2004—2005, 2005—2006, 2007—2015), бэк-вокал (2007) - Джейсон Байнум — гитара, бэк-вокал (2004—2005) - Хантер Лэмб — гитара (2005—2007) - Джон Хембри — бас-гитара (2005) Бывшие концертные участники - Джон Ховард — гитара, клавишные, бэк-вокал (2010—2016) - Джош Фриз — ударные (2010—2011) - Джейсон Пирс — ударные (2011—2012) - Хайден Скотт — ударные (2012—2013) - Майлз Макфирсон — ударные (2013) - Аарон Гиллеспи — ударные (2013—2017) |

Временная шкала

## Дискография

### Студийные альбомы
| Год                                                                                     | Описание | Позиция | Позиция | Позиция | Позиция | Позиция | Позиция | Позиция | Позиция | Позиция | Позиция | Продажи                                                                          |
| Год                                                                                     | Описание | US      | AUS     | AUT     | CAN     | FIN     | GER     | IRE     | NL      | NZ      | UK      | Продажи                                                                          |
| --------------------------------------------------------------------------------------- | --- | ------- | ------- | ------- | ------- | ------- | ------- | ------- | ------- | ------- | ------- | -------------------------------------------------------------------------------- |
| 2005                                                                                    | All We Know Is Falling - Релиз: 26 июля 2005 - Лейбл: Fueled by Ramen                                             | —       | —       | —       | —       | —       | —       | —       | —       | —       | 51      | - US: Золотой - UK: Золотой                                                      |
| 2007                                                                                    | Riot! - Релиз: 12 июня 2007 - Лейбл: Fueled by Ramen                                                              | 15      | 47      | 66      | —       | 26      | 63      | 53      | 61      | 15      | 24      | - US: Платиновый - AUS: Золотой - CAN: Платиновый - NZ: Золотой - UK: Платиновый |
| 2009                                                                                    | Brand New Eyes - Релиз: 29 сентября 2009 - Лейбл: Fueled by Ramen                                                 | 2       | 1       | 6       | 3       | 5       | 7       | 1       | 1       | 1       | 1       | - US: Золотой - AUS: Золотой - CAN: Золотой - NZ: Золотой - UK: Золотой          |
| 2013                                                                                    | Paramore - Релиз: 9 апреля 2013 - Лейбл: Fueled by Ramen                                                          | 1       | 1       | —       | 3       | 10      | —       | 1       | 18      | 1       | 1       | - US: - AUS: Золотой - CAN: - NZ: - UK: Золотой                                  |
| 2017                                                                                    | After Laughter - Выпущен: 12 мая 2017 - Лейбл: Fueled by Ramen, Atlantic - Форматы: CD, LP, цифровая дистрибуция  | 6       | 3       | 10      | 9       | 14      | 18      | 4       | 17      | 7       | 4       | - BPI: Серебряный                                                                |
| 2023                                                                                    | This Is Why - Выпущен: 10 февраля 2023 - Лейбл: Fueled by Ramen, Atlantic - Форматы: CD, LP, цифровая дистрибуция | 2       | 1       | 16      | 8       | 20      | 6       | 2       | 22      | 3       | 1       |                                                                                  |
| «—» означает, что релиз не попал в чарты или не был выпущен на определённой территории. | |         |         |         |         |         |         |         |         |         |         |                                                                                  |

### Концертные альбомы
| Год  | Описание                                                                                                   | Позиция | Позиция | Позиция | Позиция | Продажи                             |
| Год  | Описание                                                                                                   | US      | AUS     | FIN     | UK      | Продажи                             |
| ---- | --- | ------- | ------- | ------- | ------- | ----------------------------------- |
| 2008 | Live in the UK 2008 - Релиз: 30 января 2008 - Лейбл: Fueled by Ramen - Формат: CD, digital download        | —       | —       | —       | —       |                                     |
| 2008 | The Final Riot! - Релиз: 25 ноября 2008 - Лейбл: Fueled by Ramen - Формат: CD/DVD,Blu-ray digital download | 87      | 35      | 31      | 153     | - США: Золотой - Канада: Платиновый |

### Мини-альбомы
| Название             | Подробности                                                                              |
| -------------------- | ---------------------------------------------------------------------------------------- |
| The Summer Tic       | - Выпущен: 2 августа 2006 - Лейбл: Fueled by Ramen - Форматы: CD, цифровая дистрибуция   |
| 2010 Summer Tour     | - Выпущен: 10 августа 2010 - Лейбл: Fueled by Ramen - Форматы: CD, цифровая дистрибуция  |
| The Only Exception   | - Выпущен: 20 сентября 2010 - Лейбл: Fueled by Ramen - Форматы: CD, цифровая дистрибуция |
| The Holiday Sessions | - Выпущен: 20 апреля 2013 - Формат: 7" винил                                             |

### Бокс-сет
| Название     | Подробности                                                                             |
| ------------ | --------------------------------------------------------------------------------------- |
| Singles Club | - Выпущен: 14 декабря 2011 - Лейбл: Fueled by Ramen - Форматы: Цифровая дистрибуция, LP |

### Синглы
| Год                                                                                     | Название                | Позиция | Позиция | Позиция | Позиция | Позиция | Позиция | Позиция | Позиция | Позиция | Позиция | Продажи                                                          | Альбом                                    |
| Год                                                                                     | Название                | US      | US Alt. | AUS     | AUT     | CAN     | GER     | FIN     | NZ      | IRL     | UK      | Продажи                                                          | Альбом                                    |
| --------------------------------------------------------------------------------------- | ----------------------- | ------- | ------- | ------- | ------- | ------- | ------- | ------- | ------- | ------- | ------- | ---------------------------------------------------------------- | ----------------------------------------- |
| 2005                                                                                    | «Pressure»              | —       | —       | —       | —       | —       | —       | —       | —       | —       | —       |                                                                  | All We Know Is Falling                    |
| 2005                                                                                    | «Emergency»             | —       | —       | —       | —       | —       | —       | —       | —       | —       | —       |                                                                  | All We Know Is Falling                    |
| 2006                                                                                    | «All We Know»           | —       | —       | —       | —       | —       | —       | —       | —       | —       | —       |                                                                  | All We Know Is Falling                    |
| 2007                                                                                    | «Misery Business»       | 26      | 3       | 65      | —       | 67      | 79      | —       | —       | —       | 17      | - США: Платиновый - Австралия: Золотой - Новая Зеландия: Золотой | Riot!                                     |
| 2007                                                                                    | «Crushcrushcrush»       | 54      | 4       | —       | —       | —       | —       | 4       | 32      | —       | 61      | - США: Золотой                                                   | Riot!                                     |
| 2008                                                                                    | «That's What You Get»   | 66      | 36      | —       | —       | 92      | —       | —       | 35      | —       | 55      | - США: Золотой                                                   | Riot!                                     |
| 2008                                                                                    | «Decode»                | 33      | 5       | 12      | 59      | 48      | 47      | 9       | 15      | —       | 52      | - США: Платиновый - Австралия: Золотой - Новая Зеландия: Золотой | Twilight OST                              |
| 2009                                                                                    | «Ignorance»             | 67      | 7       | 35      | 17      | 96      | 42      | —       | 32      | 49      | 14      |                                                                  | Brand New Eyes                            |
| 2009                                                                                    | «Brick by Boring Brick» | —       | 9       | 85      | —       | —       | —       | —       | 29      | —       | 85      |                                                                  | Brand New Eyes                            |
| 2010                                                                                    | «The Only Exception»    | 7       | —       | 47      | —       | —       | —       | —       | 13      | —       | 80      |                                                                  | Brand New Eyes                            |
| 2011                                                                                    | «Monster»               | 36      | 36      | 57      | —       | 55      | —       | —       | 23      | —       | 21      |                                                                  | Transformers: Dark of the Moon soundtrack |
| 2013                                                                                    | «Now»                   | —       | —       | —       | —       | —       | —       | —       | —       | —       | 39      |                                                                  | Paramore                                  |
| 2013                                                                                    | «Daydreaming»           | —       | —       | —       | —       | —       | —       | —       | —       | —       | —       |                                                                  | Paramore                                  |
| 2014                                                                                    | «Ain’t It Fun»          | 10      | —       | 32      | —       | 27      | —       | —       | —       | 55      | 147     | - США: Платиновый - Канада: Золотой                              | Paramore                                  |
| 2017                                                                                    | «Hard Times»            | 90      | 13      | 6       | 61      | —       | 65      | —       | 54      | —       | 34      | - RIAA: Золотой - BPI: Серебряный                                | After Laughter                            |
| 2017                                                                                    | «Told You So»           | —       | —       | 16      | —       | —       | —       | —       | —       | —       | —       |                                                                  | After Laughter                            |
| 2017                                                                                    | «Fake Happy»            | —       | 37      | 33      | —       | —       | —       | —       | —       | —       | —       |                                                                  | After Laughter                            |
| 2018                                                                                    | «Rose-Colored Boy»      | —       | —       | 27      | —       | —       | —       | —       | —       | —       | —       |                                                                  | After Laughter                            |
| 2018                                                                                    | «Caught in the Middle»  | —       | —       | —       | —       | —       | —       | —       | —       | —       | —       |                                                                  | After Laughter                            |
| «—» означает, что сингл не попал в чарты или не был выпущен на определённой территории. |                         |         |         |         |         |         |         |         |         |         |         |                                                                  |                                           |

### Видеоклипы
На данный момент группа имеет 23 клипа. Самый популярный из них, Decode, имеет более 398 млн просмотров на YouTube. Второй — Misery Business (>238 млн просмотров). Третий — Still Into You (>214 млн). Просмотры по данным на апрель 2022 года.
| Год  | Название                    | Режиссёр                 | Альбом                 |
| ---- | --------------------------- | ------------------------ | ---------------------- |
| 2005 | Pressure                    | Shane Drake              | All We Know Is Falling |
| 2005 | Emergency                   | Shane Drake              | All We Know Is Falling |
| 2006 | All We Know                 | Dan Dobi                 | All We Know Is Falling |
| 2007 | Misery Business             | Shane Drake              | Riot!                  |
| 2007 | Hallelujah                  | Big TV!                  | Riot!                  |
| 2007 | Crushcrushcrush             | Shane Drake              | Riot!                  |
| 2008 | That's What You Get         | Marcos Siega             | Riot!                  |
| 2008 | Decode                      | Shane Drake              | Brand New Eyes         |
| 2009 | Ignorance                   | Honey                    | Brand New Eyes         |
| 2009 | Brick By Boring Brick       | Meiert Avis              | Brand New Eyes         |
| 2010 | The Only Exception          | Brandon Chesbro          | Brand New Eyes         |
| 2010 | Careful                     | Brandon Chesbro          | Brand New Eyes         |
| 2010 | Playing God                 | Brandon Chesbro          | Brand New Eyes         |
| 2011 | Monster                     | Shane Drake              | Singles Club           |
| 2013 | Now                         | Daniel Cloud Campos      | Paramore               |
| 2013 | Still Into You              | Isaac Rentz              | Paramore               |
| 2013 | Anklebiters                 | Jordan Bruner            | Paramore               |
| 2013 | Daydreaming                 | Julian Acosta            | Paramore               |
| 2014 | Ain't It Fun                | Justin Meldal-Johnsen    | Paramore               |
| 2014 | Hate To See Your Heartbreak | Chuck David Willis       | Paramore               |
| 2017 | Hard Times                  | Andrew Joffe             | After Laughter         |
| 2017 | Told You So                 | Zac Farro & Aaron Joseph | After Laughter         |
| 2017 | Fake Happy                  | Zac Farro                | After Laughter         |
| 2018 | Rose-Colored Boy            | Warren Fu                | After Laughter         |
| 2018 | Caught In The Middle        | Computer Team            | After Laughter         |

## Туры
Хедлайнеры
- The Final Riot! Tour (2008)[110][111]
- Brand New Eyes World Tour[англ.] (2009-12)[112]
- The Self-Titled Tour[англ.] (2013-15)[113]
- After Laughter Tour (2017-18)[114]
- This Is Why Tour[англ.] (2022-23)[115]

Сохедлайнеры
- Honda Civic Tour (2010)[116]
- Monumentour[англ.] (2014)[117][118][119]

На разогреве
- Summer Tour 2009[англ.] (2009)[120]
- 21st Century Breakdown World Tour[англ.] (2010)[121]

## Комментарий
1. ↑  Уильямс ненадолго покинула группу в 2015 году, хотя точный период никогда не указывался.